# Normand L'Amour
Normand Cournoyer (Saint-Joseph-de-Sorel, Quebec, Canadá, 6 de septiembre de 1930-3 de noviembre de 2015), conocido artísticamente como Normand L'Amour, fue un cantautor canadiense.

## Biografía
Comienza su carrera en 1998, cuando es invitado por el programa de televisión La fin du monde est à sept heures (El fin del mundo es a las siete horas) a cantar sus canciones. Considerado como un comediante, fue nominado su álbum C'est pas possible (No es posible) como disco de comedia del año por la asociación Prix Félix.

## Discografía

### Álbumes de estudio
- 1998: C'est pas possible
- 1999: Comme personne
- 2006: Hip-Hop Remix